# Smilax nana
Smilax nana är en enhjärtbladig växtart som beskrevs av Fa Tsuan Wang. Smilax nana ingår i släktet Smilax och familjen Smilacaceae. Inga underarter finns listade.